# Roskildska stolnica
Roskildska stolnica (dansko Roskilde Domkirke), v mestu Roskilde na otoku Zelandija (Sjælland) v vzhodni Danski, je stolnica luteranske Danske cerkve.
Stolnica je najpomembnejša cerkev na Danskem, uradna pogrebna cerkev danskih monarhov in je na Unescovem seznam svetovne dediščine. To je posledica dveh kriterijev: arhitektura stolnice prikazuje 800 let evropskih arhitekturnih slogov in je eden najzgodnejših primerov gotske stolnice v Skandinaviji, ki je bila zgrajena iz opeke; spodbudila je širjenje sloga opečne gotike po severni Evropi. Stolnica, ki je bila zgrajena v 12. in 13. stoletju, v svoji zasnovi vključuje tako gotske kot romanske arhitekturne značilnosti. Stolnica je bila glavno grobišče danskih monarhov od 15. stoletja. Kot taka je bila skozi stoletja znatno razširjena in spremenjena, da je sprejela veliko število pogrebnih kapel, številne dodane kapele pa kažejo različne arhitekturne sloge.
Stolnica je velika turistična atrakcija, saj letno obišče več kot 165.000 obiskovalcev. Od leta 1995 je zaradi svoje edinstvene arhitekture uvrščena na Unescov seznam svetovne dediščine. Delujoča cerkev, skozi vse leto gosti tudi koncerte.

## Zgodovina

### Prejšnje cerkve
Roskilde je za novo prestolnico Danske imenoval kralj Harald Modrozobi okoli leta 960. Kralj je pred tem prebival v Jellingu, kjer je zgradil cerkev in postavil runske kamne v Jellingu, po združitvi Dancev in Norvežanov pa je bila potrebna selitev, ki je omogočila monarhu ostati blizu centra moči v novem kraljestvu. Po pisnih virih je Modrozobi ob selitvi v Roskilde zgradil kraljevo kmetijo in ob njej majhno cerkvico, posvečeno sv. Trojici. O cerkvi Trojice, kaj šele o njeni arhitekturi, je malo znanega, kljub kratki zgodovini pa sta znana vsaj dva dogodka. V Gesta Hammaburgensis ecclesiae pontificum Adama iz Bremna je poročilo o tem, kako se je kraljev sin, Sven I. Vilobradi, proti njemu uprl in ga prisilil, da je pobegnil v Jomsborg. Ko je Modrozobi leta 985/986 umrl, je vojska, ki se je dvignila proti njemu, pripeljala njegovo truplo v Roskilde in ga pokopala v cerkvi, ki jo je zgradil. Za božič leta 1026 je Ulfa Earla umoril eden od hišnih služabnikov Knuta Velikega. Čeprav se viri razlikujejo, se je to zgodilo v cerkvi (Chronicon Roskildense) ali na kraljevi kmetiji (Saxo Grammaticus's Gesta Danorum). Ulf je bil poročen s sestro Knuta Velikega Estrid, ki je bila ogorčena zaradi umora in je zahtevala zlato (krvni denar).
Obstaja nekaj dvomov o tem, kdaj je Roskilde postal sedež roskildskega škofa. Ko je Sven Vilobradi leta 1013 osvojil Anglijo, je začel pošiljati angleške škofe na Dansko, proces, ki ga je nadaljeval njegov naslednik Knut Veliki. To je povzročilo nekaj spora s hamburškim nadškofom, ki je menil, da Skandinavija pripada bremenski nadškofiji. Najzgodnejši znani škof v Roskildu je bil Gerbrand, ki je bil klerik pri Knutu Velikem in so ga prestregli možje nadškofa Hamburga-Bremna, ko je odplul na Dansko leta 1022. Šele potem, ko je prisegel zvestobo nadškofu, mu je bilo dovoljeno, da nadaljevati svojo pot. Nadškof je morda imel dober razlog za sumničavost, saj dokumenti tistega časa kažejo, da je Knut Veliki morda načrtoval ustanovitev nadškofije v Roskildu z Gerbrandom kot nadškofom.
Staro cerkev Trojice so podrli in okoli leta 1026 začeli graditi preprosto kamnito stolnico, ki je bila financirana z orožjem, ki ga je prejela Estrid Svendsdatter. To je morda osnova kasnejše travertinske stolnice, vendar je težko reči, saj sta bili dve stolnici pozneje zgrajeni na istem mestu. Vendar pa je arheološko izkopavanje leta 1968 pokazalo, da sta bila temelja obeh stavb na isti višini, kar pa ne bi bilo smiselno, če bi bili v 50-letnem obdobju zgrajeni dve ločeni stavbi.
Gotovo pa je, da je bila na tem mestu zgrajena travertinska stolnica. Gradnjo je začel škof Wilhelm med letoma 1060–1073, dokončal pa jo je njegov naslednik Svend Nordmand okrog leta 1080. Nova stolnica je bila zgrajena iz travertina, kamna, ki ga je v izobilju najti okoli fjorda Roskilde. Zgrajena je bila kot bazilika v romanskem slogu s segmentnimi notranjimi loki, ki podpirajo raven notranji strop, z dvema stolpoma, ki sta obdajala zahodni sprednji vhod. Na severu je bil zgrajen tristranski kamniti samostan za menihe in druge, povezane s stolnico. Naslednik Svenda Nordmanda, Arnold, je okoli stavbe dodal zid, ki naj bi deloval kot zagotovilo varnosti za vse, ki so tam iskali zatočišče. Vendar pa je Arnold veljal tudi za škofa, ki je izgubil skandinavsko nadškofijo v korist stolnice v Lundu, zaradi pomanjkanja zagona in motivacije.
Ko je bila nova stolnica dokončana, se je pojavila želja po pridobitvi relikvije zanjo. Dva kanonika (klerika stolnice) sta bila poslana v Rim, da bi našla nekaj primernega. Legenda pravi, da se je, ko sta po prihodu počivala, pred njima pojavil sveti Lucij, ki je bil papež od leta 253 do 255, in jima povedal, da je bil izbran za zavetnika Roskilda do konca časov. Naslednji dan sta oba kanonika odpeljala v cerkev Santa Cecilia in Trastevere, da bi izbirala med številnimi tamkajšnjimi relikvijami. Videla sta močno sijočo lobanjo, lobanjo svetega Lucija. Ko sta se vračala, medtem ko sta plula skozi Veliki Belt, je njihovo ladjo napadel močan demon, ki je prežal v danskih vodah. Posadka je potegnila slamico in žreb je padel na kanonika z lobanjo svetega Lucija. Izmolil je molitev k svetniku, trikrat umil lobanjo, vrgel vodo v ocean in skočil čez krov. Na presenečenje vseh je kanonik lahko hodil po vodi. Demon je kričeče izginil v globino in ga nikoli več niso videli.
Katerega leta je relikvija prispela v Roskilde, ni natančno znano, le datum, 25. avgust, saj so na ta dan vedno praznovali prihod relikvije. Prva pisna omemba relikvije sega v Ælnotha, meniha v Odenseju, ki jo je leta 1122 opisal v delu o življenju Knuta Velikega. Še en predmet tega obdobja je pečat, izrezljan iz mroževega okla, ki prikazuje svetega Lucija med stolpoma stolnice, in je datiran v zgodnje 12. stoletje. Relikvija je bila morda pridobljena, da bi pomagala osvojiti nadškofijo Roskilde, ki je bila dana Lundu leta 1103/1104.

### Trenutna stolnica
Sprejeto je bilo, da je Absalon kmalu po tem, ko je leta 1157 postal škof v Roskildu, začel širiti travertinsko stolnico. Leta 1160 so umetnost žganja opeke na Dansko iz Italije prinesli menihi in uporabili nov material. Raziskovalci so se odločili zgraditi novo stolnico okoli obstoječe, kar bo omogočilo nadaljevanje bogoslužja med gradnjo. Dolgo je veljalo, da je škof Absalon začel z gradnjo, in ko je bil Absalon leta 1191 prisiljen predati svoj položaj škofa v Roskildu, sta bili dokončani le dve nadstropji apside, korska stolpa in del transepta. Absalonov naslednik, Peder Sunesen, ki je sprejel nov francoski gotski slog, je pozneje močno spremenil načrte, podrl korska stolpa in zmanjšal širino transepta. Toda nove raziskave kažejo na Pederja Sunesena kot glavnega pobudnika, zato je bila, namesto da bi jo obnovili, zgrajena v prehodnem obdobju med romaniko in gotiko, v stolnici pa prikazuje elemente obeh slogov.
Kor je bil dokončan in slovesno odprt leta 1225, kar je omogočilo začetek bogoslužja, staro travertinsko stolnico pa so podrli. Dela na ladji so se nadaljevala naslednjih 55 let, omejena s sredstvi, pomanjkanjem peči za žganje opeke in zimami. Z izjemo dveh stolpov na zahodni fasadi je bila stolnica dokončana do leta 1280, delo v notranjosti pa se je nadaljevalo, upočasnil pa ga je požar leta 1282, ki je uničil tudi več kanoniških hiš na tem območju. Stolnici je bilo dodanih tudi več kapel, leta 1405 pa so bila dokončana dela na stolpih.
Ko je Margreta I. Danska leta 1412 umrla, je bila pokopana v družinski kapeli v Sorø Klosterkirke. Toda naslednje leto je škof Peder Jensen Lodehat, ki je bil kraljičin kancler in verski svetovalec, njeno truplo prinesel v stolnico Roskilde. Menihi v Sorøju so bili ogorčeni, predvsem zato, ker bi izguba kraljičinih zemeljskih ostankov pomenila znatno izgubo dohodka od rekviemov – takrat bi bili menihi in duhovščina običajno plačani za maše zadušnice za umrlo osebo in za kraljico bi takšne maše verjetno redno opravljali v nedogled, pri čemer bi bila vsaka plačana - pa tudi izgubo ugleda. Čeprav za to pogosto krivijo škofa, je povsem možno, da je to potezo orkestriral kraljičin posvojenec, Eric Pomorjanski. To potrjuje napis na sarkofagu, ki opisuje, kako ga je leta 1423 podaril novi kralj Erik VII.
V svoji Chronica novela nemški kronist Hermann Korner opisuje obsežno, tridnevno pogrebno slovesnost, ki vključuje kralja Erika VII., več plemičev, lundskega nadškofa in vse danske škofe. Obstaja poročilo o tem, kako je procesija podelila znatna darila vsakemu od 50 oltarjev v stolnici.
14. maja 1443 je Roskilde zajel požar, ki je uničil večino mesta in vse razen treh duhovniških hiš. Požar je bil tako močan, da so počila stekla, svinčena kritina pa se je stopila. Stolnica je bila močno poškodovana in šele leta 1463 jo je škof Oluf Mortensen lahko ponovno posvetil. Da bi pomagali pri njeni obnovi, so danski škofje podpisali pismo, s katerim so podelili 40 dni odpustka vsem, ki bodo prispevali k njenim stroškom. K obnovi bi lahko pripomogla tudi odločitev Kristijana I., da pri stolnici zgradi kapelo. Kapela Treh kraljev je bila zgrajena v 1460-ih in skupaj s sarkofagom Margrete I. in ostanki iz prejšnjih cerkva označuje najzgodnejše kraljeve pokope.
Reformacija je prišla leta 1536 in je zaznamovala oster negativen preobrat za stolnico Roskilde. Ne samo, da je bil škof Roskildeja Joachim Rønnow zaprt v københavnskem gradu, škofija je bila preseljena v København in Peder Palladius je postal novi nadzornik Zelandije in kasneje škof. Hans Tausen, ki si je prizadeval spodbuditi široko sprejetje reformacije, je bil leta 1538 poslan v Roskilde, da bi pomagal spreobrniti duhovnike, ki so nasprotovali novim idejam. Na reformacijskem srečanju leta 1540 je bilo odločeno, da vsa škofova lastnina zdaj pripada kralju, tako simbolično kot v resnici, ki je glava Danske cerkve. Stolnica je bila že v času grofovskega fevda prisiljena izročiti nekaj svojega premoženja, vendar se je po odločitvi in ob bližajoči se vojni proti Švedom zaplemba cerkvenega premoženja še stopnjevala. Med najbolj cenjenimi lastninami stolnice je bil lesen kip sv. Lucija, prekrit z zlatom in dragulji. Kapitelj se je močno boril, da bi obdržal svojo lastnino, na eni točki je prosil za potrdilo za nekaj zaplenjenega blaga, na kar so kraljevi možje odgovorili, da kralju ni treba izročiti potrdila za nekaj, kar mu že pripada.
Po reformaciji je bila stolnica odprta za navadno občestvo, zaradi česar je bil potreben nakup nove opreme, predvsem klopi. Kot v drugih nekdanjih katoliških stolnicah je kor, ki je bil od ladje ločen z velikim zidom, ostal nedotaknjen z oltarjem, postavljenim ob steno.
Medtem ko je stolnica trpela v finančni stiski, saj je bila prisiljena razdati vse svoje premoženje (ki je takrat vključevalo vsako četrto kmetijo na Zelandiji in 30 velikih posestev), jo je Kristjan IV. Danski obdaril z različnimi darili: oltarno sliko (med 1555 in 1623), kraljevo ložo okoli 1600, prižnico leta 1610, lastno pogrebno kapelo leta 1614, gradnjo ikoničnih dvojčkov leta 1633 in končno velik renesančni vhodni portal iz peščenjaka leta 1635.
26. februarja 1658 je bila v stolnici podpisana Roskildska pogodba. Med plenom, ki so ga Švedi odnesli iz stolnice, je bila zlata obleka Margarete I., ki je visela v omari blizu njenega sarkofaga. Obleko je prevzela soproga švedske kraljice Hedvig Eleonora in je zdaj v stolnici v Uppsali. Leta 1690 je Kristijan V. Danski ukazal očistiti stari katoliški kor, da je lahko pod njim zgradil kripto za otroke, ki jih je imel s svojo ljubico Sophie Amalie. To je omogočilo tudi prestavitev oltarja na sedanji položaj.
Leta 1774 so se začela dela na tretji kraljevi grobni kapeli, kapeli Friderika V., z odstranitvijo prej obstoječe kapele Naše Gospe. Denarja je kmalu zmanjkalo in šele leta 1825 je bilo delo končano. Vmes, leta 1806, je stolnica na razvpiti dražbi prodala svoj inventar iz svojih katoliških časov. Med prodanimi predmeti je bilo veliko razpelo, ki je šlo lokalnemu bakrorezcu. Ko je razpelo žagal na drva, se je Jezusova glava razklala in iz nje je padel majhen zlat patriarhalni križ. Ob podrobnejšem ogledu se je pokazalo, da je križ votel in da se v njem skriva drobec Kristusovega križa. Govorice o najdbi so hitro dosegle Kraljevo umetniško zbirko, kasneje Narodni muzej Danske, ki jo je takoj kupil.
Leta 1871 je bil vhodni portal zamenjan s tistim, ki je ustrezal preostalemu delu stolnice, medtem ko je bil stari portal podarjen cerkvi v Holmen. Ko pa je prišel novi portal, je cerkveni upravitelj zgrožen ugotovil, da gre za slabo kopijo starega sloga. Vendar mu ni preostalo drugega, kot da ga postavi.
Dela na četrti kraljevi pogrebni kapeli so se začela leta 1915 in pred njenim dokončanjem leta 1924 je Roskilde ponovno postal škofija. 27. avgusta 1968, ko so se obnovitvena dela na zvoniku Margarete bližala koncu, je zvonik zgorel in grozilo je, da se bo zrušil v kor. Pri gašenju so pripadniki civilne zaščite in cerkveno osebje prekrili kanoniške stole, oltar in sarkofage v retrokoru z vlažnimi gasilnimi odejami, da bi preprečili poškodbe predmetov neprecenljive vrednosti. Danski obrambni minister je ukazal popolno prepoved reaktivnih letov na tem območju, dokler se ne razišče, ali so oboki v nevarnosti, da se zrušijo. Kasneje je bilo ugotovljeno, da so mojstri kljub popolni prepovedi kakršnih koli virov toplote na območju, kjer je potekala obnova, kadili in uporabljali pihalnike v podstrešju. Zadnji dodatek k stolnici je bil leta 1985, ko je bilo slovesno odprto novo grobišče, znano tudi kot grobišče Friderika IX.
Leta 2018 so v kapeli sv. Brigite postavili bodoče počivališče in spomenik sedanji danski kraljici kraljici Margareti II.. Zasnovo je izdelal danski kipar Bjørn Nørgaard. Model je na ogled v stolnici poleg razstave o tradiciji kraljevih pogrebov.

## Opis
Arhitekturno je stolnica obokana triladijska bazilika z galerijo (brez kapel), transeptom in dvostolpnim pročeljem. K glavni stavbi so prizidana številna gospodarska poslopja, ki večinoma služijo kot grobne kapele. Na severni strani od zahoda proti vzhodu so: kapela Glücksburg, kapela sv. Brigite, kapela sv. Andreja, kapela Kristijana IV. in preddverje Olufa Mortensena; na južni strani od zahoda proti vzhodu kapela Treh kraljev (nad viteško dvorano s stolnim muzejem), kapela Friderika V. in kapiteljska dvorana.
Veličastna rdeča stavba je sestavljena iz okoli 2,5 milijona opek in velja za najstarejšo gotsko opečnato stolnico v Skandinaviji. Je primer najzgodnejšega gotskega sprejema sloga v zgodnjih dneh severnoevropske opečne gradnje. Po Roskilski kroniki je bila to triladijska bazilika z močnim zahodnim stolpom in okrašena s krono, marmornimi stebri in vsemi vrstami okrasja. Na severni strani je bila trokrilna stavba, v kateri so stanovali duhovniki. Vse je bilo zgrajeno iz travertina. Omembe vredna je štirinadstropna zasnova korskega prizidka s čistim galerijskim nadstropjem in slepim triforijem, ki je bil prevzet po zgodnjih gotskih stolnicah francoske krone. V stoletjih, ki so sledila, so znotraj in zunaj cerkve dodali več kapel.
Glavni oltar je antwerpenski retabel iz leta 1560. Kot poreformacijsko umetniško delo prikazuje prizore iz Jezusovega otroštva in pasijona s Križanjem v sredini v podrobnih rezbarijah.
- Ladja
- Ladja
- Obok
- Korni obhod
- Freska Haralda Modrozobega
- Kapela sv. Brigite